# Токсичний месник 2
«Токсичний месник 2» (англ. The Toxic Avenger Part II) — американський супергеройський комедійний фільм 1989 року, випущений компанією Troma Entertainment. Це друга частина франшизи «Токсичний месник». Режисерами виступили Ллойд Кауфман та Майкл Герц, в центрі сюжету — пригоди Токсичного Месника в Японії, де він зустрічається зі своїм батьком. Фільм також є дебютом актора та майстра бойових мистецтв Майкла Джея Вайта.

## Сюжет
Мелвін Ферд Джунко перетворився на супергероя, відомого як Токсичний месник. Він знову зробив Тромавіль безпечним місцем. Його незряча дівчина Клер влаштовує його на роботу до Центру для сліпих у Тромавіллі.
Нью-йоркська хімічна компанія «Apocalypse Inc.» вирішує, що Тромавілль — ідеальне місце для свого нового об'єкту, і доручає своєму співробітникові під виглядом кур'єра PUS доставити бомбу в центр міста. Клер встигає втекти, дізнавшись про небезпеку, але всі інші гинуть. Коли кур’єр і робітник будівельного відділу «Apocalypse Inc.» прибувають, щоб розпочати захоплення, із руїн з’являється Токсичний Месник і знищує їх. Це стає початком масштабного нападу з боку членів «Apocalypse Inc.». Однак Токсі перемагає бандитів. Розлючений поразкою, голова компанії наказує своїй правій руці, Моні Мальфер, скликати засідання ради директорів і звільнити весь відділ кадрів.
«Apocalypse Inc.» дізнається, що батько Токсі покинув його з матір'ю, коли той був ще дитиною. Використовуючи одну зі своїх «поганих дівчат» як психолога Токсі, вони переконують Месника поїхати до Японії на пошуки батька, хоча він має сумніви щодо того, чи варто залишати Клер. Клер каже Токсі їхати на пошуки батька. Токсі вирушає до Японії з дошкою для віндсерфінгу та папірцем, розпитуючи про батька у працівника місцевого японського ресторану. Однак, забувши свій паспорт, він входить у Токіо в стилі Ґодзілли, шокуючи групу відпочивальників. Він стикається з Масамі, яка спочатку шокована, але після того, як він рятує її від бандитів, йде на контакт. Вона пропонує допомогти йому знайти батька.
«Apocalypse Inc.» користується відсутністю Месника та починає захоплення Тромавіля. Людей, які виступають проти них, лупцюють або вбивають.
Масамі й Токсі знаходять японця Біг Мака Джунко. Токсі радіє, аж поки Масамі не бачить партію риби, що впала на підлогу, і не виявляє в ній кокаїн. Біг Мак — лідер якудзи, який займається торгівлею наркотиками. Токсі проходить через низку битв проти якудзи та воїнів кабукі. Використовуючи навколишнє оточення на свою користь, Токсі перемагає банду, залишаючи в живих лише себе та свого батька. Біг Мак показує Токсі пляшечку з «анти-троматонами», які можуть вбити Токсі. Токсі вибиває пляшку з рук батька і штовхає його до м'ясника, який, збуджений дією, вбиває батька Токсі, розрубуючи його на шматки. Пляшка розбивається, і Токсі починає слабшати. Масамі відводить Токсі в зал сумо, де він зцілюється і починає тренуватися в мистецтві сумо, після чого прощається з Масамі і повертається до Тромавіля.
Він дізнається, що Малфой і «погані дівчата» напали на Клер. Токсичний Месник бореться з поганими дівчатами, поки Клер перемагає Малфоя. Голова наймає мотоцикліста на ім'я Темний Вершник, щоб знищити Тромавіль. План полягає в тому, щоб Вершник увірвався до мерії з нітрогліцерином, прив'язаним до його спини. Токсі викрадає таксі і після серії поворотів потрапляє в аварію. Згодом він викрадає судно на повітряній подушці і їде на ньому за Темним Вершником, змушуючи його вдертися в будинок, що призводить до загибелі останнього.
Жителі Тромавіля в захваті. До Тромавілля приїжджає чоловік, який виявляється справжнім батьком Мелвіна. Лідером якудзи, якого він переміг у Японії, був «Бік Мак Банко», який радий возз'єднатися з Мелвіном та його мамою і щасливий, що Банко, який використовував проти нього крадіжку особистих даних, більше не існує. Голова і Малфой безуспішно намагаються дістатися до Нью-Йорка попутним транспортом.

## Акторський склад
- Джон Альтамура — Мелвін Джунко / Токсичний Месник, колишній прибиральник, який мутував у супергероя
  - Рон Фаціо — озвучення Токсичного Месника
- Фібі Легер — Клер, сліпа подруга Месника. У минулому фільмі її звали Сара
- Рік Коллінз — голова «Apocalypse Inc.»
- Ліза Гей — Мона Мелфер, права рука голови «Apocalypse Inc.»
- Рікія Ясуока — Біг Мак Бунко, лідер Якудзи
- Маяко Кацурагі — Масумя
- Цутому Секіне — диктор
- Джессіка Дублін — місіс Джунко, мати Мелвіна
- Джек Купер — Біг Мак Джунко, батько Мелвіна Джунко
- Фернандо Антоніо, Пол Боргезе, Сильвестр Ковін, Вільям Декер, Джо Флейшакер, Марк Фусіле, Марк Аллан Гінзберг, Сел Ліоні, Даг Макдональд, Бенні Нівес, Каріім Реткліфф, Майкл Джей Вайт, Сьюзан Вітті, Джеремая Єйтс — члени «Apocalypse Inc.»
- Ден Сноу — Цигаркопикий, гангстер та давній ворог Токсі
- Скотт Лева — Темний вершник
- Ллойд Кауфман — борець сумо / голос продавця риби

## Виробництво
Коли почалося виробництво, Джон Альтамура грав Токсичного Месника, а Рон Фаціо виконував дублюючі ролі, оскільки він вже був затверджений на роль члена «Apocalypse Inc.» Однак, згідно з інтерв'ю Фаціо 2001 року, Альтамура зловживав своєю владою, скаржачись на грим і погрожуючи деяким співробітникам, що змусило Кауфмана звільнити Альтамуру. Потім Кауфман найняв Фаціо на роль Токсичного Месника, коли виробництво переїхало до Токіо. Однак Кауфман зберіг сцени з Альтамурою у фільмі, тому в початковій бійці фільму видно, що Фаціо і Альтамура стоять один проти одного, причому Фаціо грає тигрово-смугастого члена «Apocalypse Inc.», якого Токсичний Месник Альтамури б'є в стилі «Екзорциста». Голос Фаціо буде використаний як голос Токсичного Месника.
Крім Токіо, місцем зйомок були Нью-Йорк і Нью-Джерсі. Майкл Джей Вайт дебютував у цьому фільмі й не лише виступав як член «Apocalypse Inc.», але й допомагав із хореографією бойових сцен у Нью-Йорку, тоді як Хітоші Генма координував екшн-сцени в Японії.

## Випуск
У версії «Режисерської версії без рейтингу», випущеній на DVD компанією Troma Entertainment, відсутні майже всі сцени крові. Версія з додатковими 10 хвилинами крові була випущена в комплекті DVD «Tox Box».
88 Films випустили фільм у листопаді 2014 року на Blu-ray.